# 五毛党
五毛党（ごもうとう、拼音: wǔmáo dǎng）とは、中華人民共和国における中国共産党配下のインターネット世論誘導集団を指すネットスラングである。正式名は網絡評論員（インターネットコメンテーター）であり、2005年ごろまでは書き込み1件当たり5毛（5角=0.5元を口語でこう呼ぶ）が支払われていたことからこの蔑称が名づけられた。網軍 と呼ばれることもある。
通常は一般人を装い、インターネット上のコメント欄や電子掲示板などに、中国共産党政権に有利な書き込みをする。または共産党「それに関連する事」を批判する人に対する集団攻撃をする。ネットを通じ、世論誘導をする役割を担っている。2015年時点で、約1,050万人程度いると見られている。中国政府が世論操作のためにSNSに投稿させている「やらせ書き込み」は、年間で4億8,800万件に上るという。

## 歴史と名称
2004年の長沙市党委宣伝部のネットコメンテーターについて、「毎月の最低支払金額が600元で、1回の書き込み毎に五毛（0.5人民元で8 - 10日本円）が上乗せされる」とされていたことを踏まえ、五毛党の俗名がついた。

## 五毛党の必要条件
五毛党のコメンテーターは、一般的には中国共産党主導のもと地方政府の宣伝部門で構成され、活動は地元政府と連携する事が殆どである。
仕事は世論を誘導し地方政府への負の印象を排除する事で、中央政府である中国共産党の主張とは一致しないことがある。
また一般的なイメージと異なり、論争などの攻撃的な行動を好まず、あくまで政府を賛美しながら都合の悪い話題を逸らすことに主力が注がれている。

## 募集と規模
「中国共産党委員会大学募集意見（仮称）」によれば、主に大学の大学共産党宣伝部、共産主義青年団の学生、教務、ネットワークセンター職員などから募集される。
工作機関ではあるものの、特に存在を伏せられてはおらず、2005年4月、揚子ニュースは「市内の宿遷市市党委員会宣伝部で、26人のインターネットコメンテーターを募集する」放送をした。
国外でも活動しており、グレート・ファイアウォールにより通常は中国本土からアクセスが不可能な Twitter（現・X）、Facebook、知恵袋等、各国のインターネットコミュニティで活動している 。
2019年逃亡犯条例改正案をめぐっては、中国本土で作成されたYouTube、Twitter、Facebook の大量の不正アカウントを削除したと各社が明らかにした。中国当局がソーシャルメディアを使って情報操作を行った可能性があるという。

## 給与とボーナス
国際的世論や中国国内の世論などによっても給与が変動し、胡錦濤体制末期には給与が数倍になったとされるが、正確な金額は明らかではない。
2020年に内部文書の漏洩によってその実在と一部の報酬額が判明した。それによれば、400文字以上のプロパガンダを1件投稿すれば25USドル（およそ160元）、中国に批判的な書き込みを1件摘発すれば40セント（およそ2元5毛）、他者のプロパガンダをリツイート（リポスト）等で1回拡散すれば1セント（およそ0.6毛）が支払われ、通俗的な「書き込み一回5毛」とはやや異なっていた。
世論を効果的に誘導するなど、傑出したコメンテーターには、ボーナスが割り当てられる。新華ネットの優秀批評家賞10賞などが代表的である。周小平や花千芳などの作家は特に功績が大きいとされ、習近平から直接面会にて労いを受けている。